# Emily Ford
Emily Ford, född den 8 november 1994 i Crewe, är en brittisk roddare. Hennes bror Thomas är också roddare.

## Karriär
Vid olympiska sommarspelen 2024 i Paris ingick Emily Ford i det brittiska lag som tog brons i åtta med styrman.